# بوریسپیل
بوریسپیل (به روسی: Бориспіль) شهری در استان کیف در کشور اوکراین واقع شده‌است. جمعیت این شهر ۶۳,۶۷۴ نفر (۲۰۲۱ تخمینی) است.

## نگارخانه

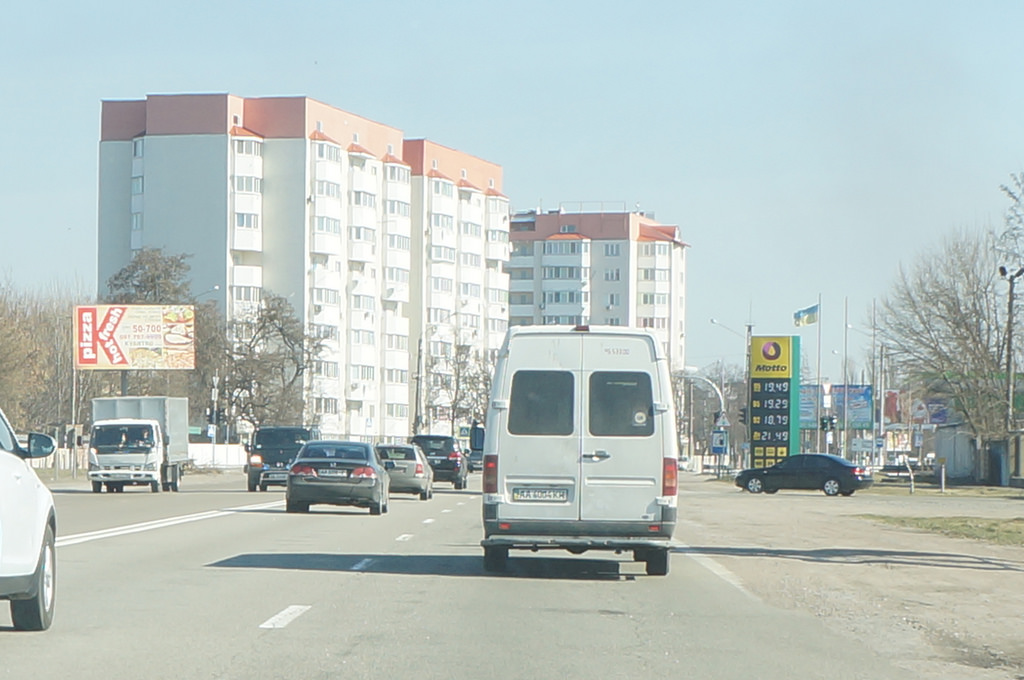
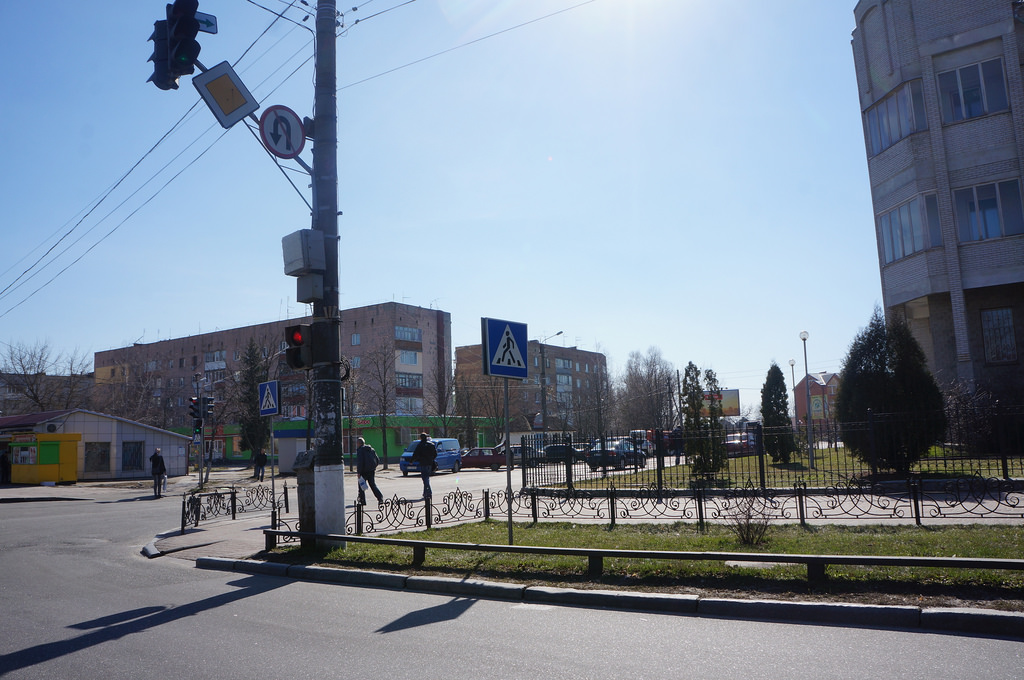
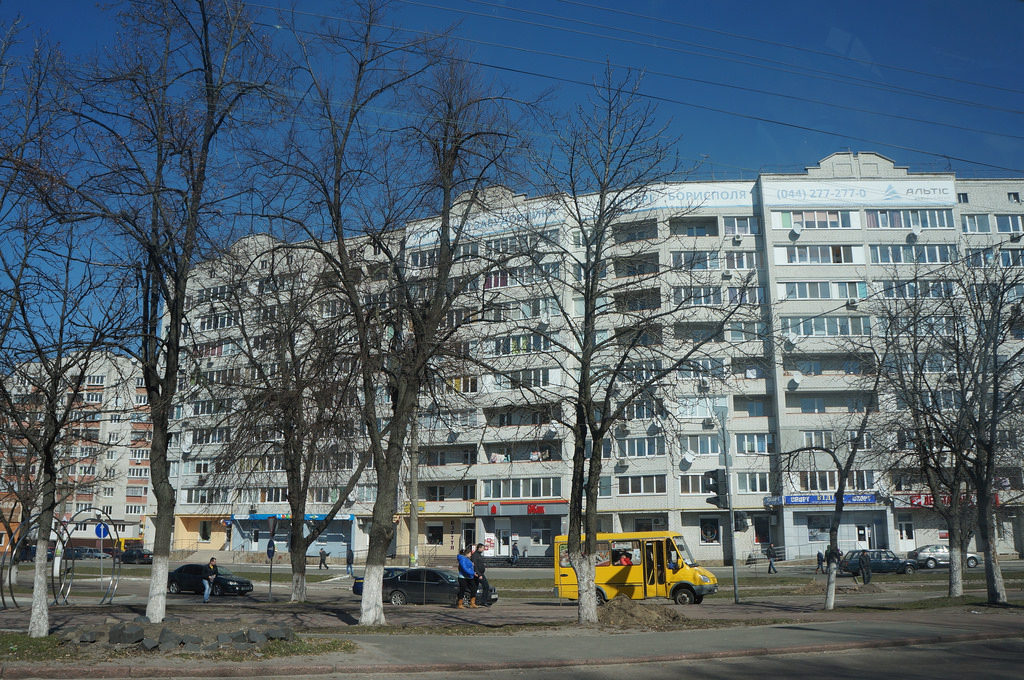
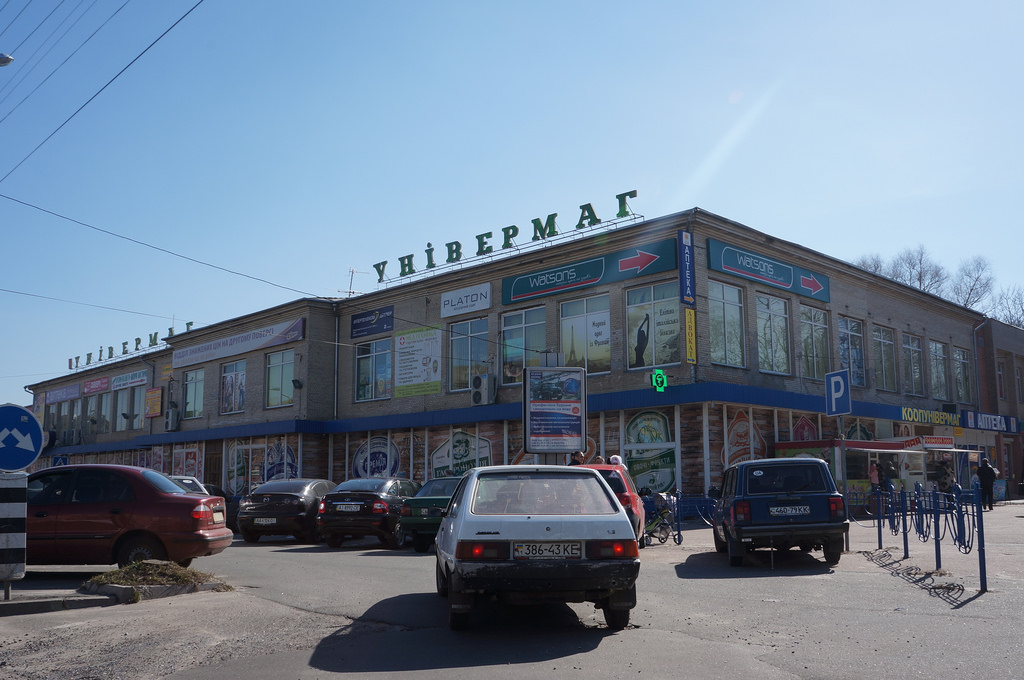
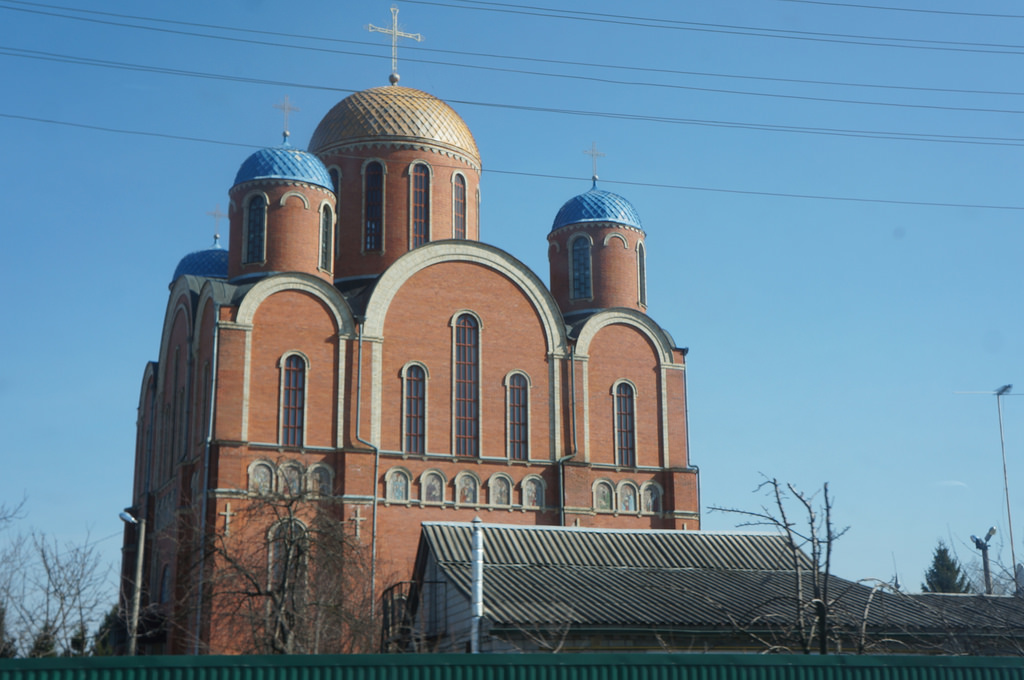
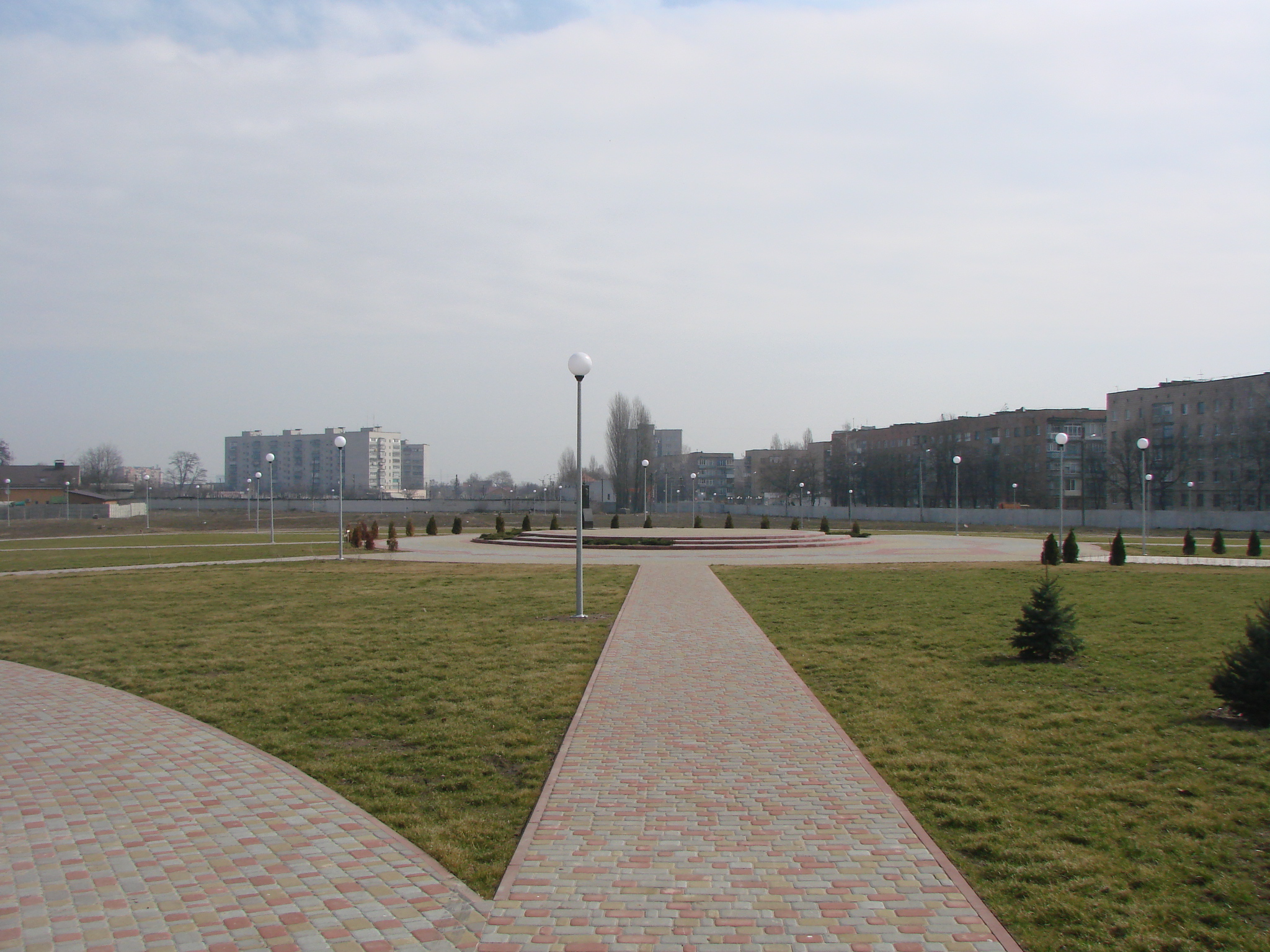
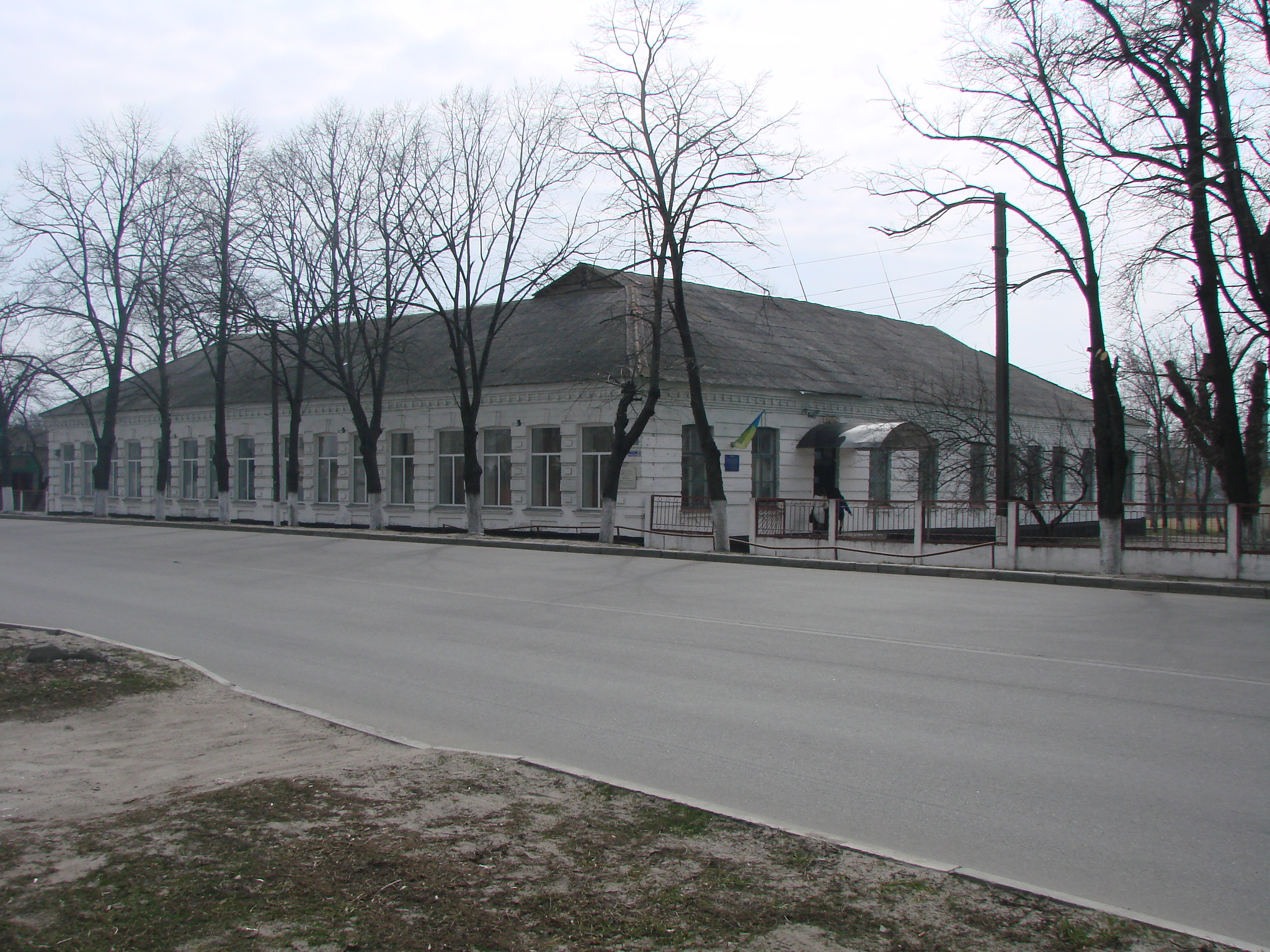